# Moussa Haddad
Pour les articles homonymes, voir Haddad.
Moussa Haddad (en arabe : موسى حداد), né en 1937 à Alger et mort le 17 septembre 2019 dans la même ville, est un réalisateur, scénariste et producteur de cinéma algérien.

## Biographie
Moussa Haddad est né à Alger en 1937, après des débuts à la télévision à la RTF, il est assistant-réalisateur du réalisateur italien Gilo Pontecorvo sur le film La Bataille d'Alger sorti en 1966, et L'Étranger de Luchino Visconti (1966), deux films produits ou co-produits par Casbah Films, la société créée par Yacef Saâdi. Il fut également l'assistant d'Enzo Peri sur le film Trois Pistolets contre César.
Il intègre en 1967 la Radiodiffusion télévision algérienne (RTA) et tourne L'Inspecteur Mène L'Enquête (1967), avec déjà le personnage de L'inspecteur Tahar, Une cigarette pour Ali (1968), La Guerre des jeunes (1969), El Fidayoun (1971) et Sous le peuplier (Min Qurb As-Safsaf, 1972). Ce dernier film, sur les difficultés d’un paysan désireux de creuser son propre puits, est la seule incursion connue de Moussa Haddad dans l’Algérie rurale, sur fond de campagne pour la réforme agraire.
Il a ainsi réalisé pour le petit écran, de nombreux documentaires et filmé le concert de Jacques Brel à Zeralda. Il est également considéré comme le précurseur de la caméra cachée à la télé algérienne. Il réalisera et produira le premier vidéoclip algérien, d'une chanson de Boualem Chaker.
La notoriété au de Moussa Haddad s’imposera au delà de l'Algérie avec le succès du film Les Vacances de l'inspecteur Tahar (1972), devenue culte. Produit par l’ONCIC pour le grand écran, le film avec Hadj Abderrahmane et Yahia Benmabrouk déplace des foules et reste l’un des plus grands succès commerciaux du cinéma algérien.
Éloigné des projecteurs depuis Made In en 1998, le réalisateur revient derrière la caméra avec Harraga Blues, un drame social sur l'immigration clandestine. Le film, présenté en compétition au Festival du film d'Abou Dabi en 2012,raconte l’histoire de deux amis, Zine et Rayane, qui rêvent de gagner l’Espagne en harragas (brûleurs de frontières), rencontrent des difficultés avant que l’amour de Zola pour Zine n’achève d’en décider autrement. Harraga Blues remportera le prix du meilleur scénario au premier festival du cinéma de Saïdia.
Son film, Les Vacances de l'inspecteur Tahar fait partie d’un ensemble de 15 films numérisés en 2016, parmi lesquels figurent des succès publics des années 1970 comme Hassan Terro de Mohammed Lakhdar-Hamina ou Omar Gatlato de Merzak Allouache.
Cinéaste influent du cinéma algérien et arabe, Moussa Haddad décède à Alger le 17 septembre 2019 .

## Impact et influences
Moussa Haddad est, selon les critiques cinéma, l'un des cinéastes qui ont marqué le cinéma algérien. L'acteur Ahmed Benaïssa estime l’œuvre de Moussa Haddad « profondément ancrée dans la société algérienne ». Ali Fateh Ayadi a souligné qu'il a « beaucoup appris » de Moussa Haddad.

## Prix et reconnaissances
- 2015 : prix du meilleur scénario pour Harraga Blues au premier festival du cinéma de Saïdia[11]
- En 2019, deux cycles cinématographiques dédiés à Moussa Haddad ont lieu à Alger et Tizi Ouzou[12]
- La même année, un hommage posthume est rendu au réalisateur lors du 10e Festival International du Cinéma d'Alger[13]

## Filmographie
- 1967 : L'Inspecteur Mène L'Enquête
- 1972 : Les Vacances de l'inspecteur Tahar
- 1972 : Sous le peuplier
- 1975 : Les Enfants de novembre
- 1975 : Une cigarette pour Ali
- 1978 : Hassan Terro au maquis
- 1980 : Boualem Zid El Goudam
- 1982 : Libération
- 1999 : Made In
- 2012 : Harraga Blues

### Assistant réalisation (longs métrages)
- 1965 : La Bataille d'Alger : second assistant
- 1966 : Trois pistolets contre César d'Enzo Peri